# Stefano Brecciaroli
Stefano Brecciaroli (Roma, 19 de noviembre de 1974) es un jinete italiano que compitió en la modalidad de concurso completo.
Ganó una medalla de plata en el Campeonato Europeo de Concurso Completo de 2009, en la prueba por equipos. Participó en cuatro Juegos Olímpicos de Verano, entre los años 2004 y 2016, ocupando el sexto lugar en Pekín 2008, en la misma prueba.

## Palmarés internacional
| Campeonato Europeo | Campeonato Europeo      | Campeonato Europeo | Campeonato Europeo |
| Año                | Lugar                   | Medalla            | Categoría          |
| ------------------ | ----------------------- | ------------------ | ------------------ |
| 2009               | Fontainebleau (Francia) | Medalla de plata   | Por equipos        |